# Donna in azzurro che legge una lettera
La Donna in azzurro che legge una lettera è un dipinto a olio su tela (46,6x39,1 cm) di Jan Vermeer, databile al 1663 circa e conservato nel Rijksmuseum di Amsterdam.

## Storia
Forse il dipinto è quello citato al n. 22 del catalogo dell'asta di Pieter van der Lip tenutasi ad Amsterdam nel 1712. Opera molto ammirata nel Settecento, passò per varie collezioni private finché, nel 1839, venne acquistato dal banchiere Adriaan van der Hoop, socio della Hope & Co., che poi lo donò alla città di Amsterdam, con l'intera sua raccolta di 225 dipinti (tra cui anche la Sposa ebrea di Rembrandt). Al museo arrivò nel 1885, primo quadro di Vermeer nelle sue collezioni.

## Descrizione e stile
Il dipinto rappresenta una donna, presumibilmente incinta data la forma delle vesti, intenta a leggere una lettera davanti a una finestra, di cui si intuisce la presenza a sinistra grazie alla luce. Forse l'arrivo della missiva ha interrotto le sue attività quotidiane, come farebbe pensare la collana di perle posata sul tavolo che stava magari per indossare.
Sono state notate le analogie con il dipinto della Lattaia, nello stesso museo: la figura statuaria della protagonista è inondata dalla luce mentre compie un'azione quotidiana, in un'atmosfera silenziosa e concentrata, di quieta immobilità. Assenti sono implicazioni sentimentali, senza alcun suggerimento sullo stato d'animo della donna, sebben alcuni abbiano voluto leggere, nella carta geografica e nella sedia vuota, un riferimento a qualcuno di assente e lontano.
La ragazza è in piedi vicino a un tavolo, parzialmente coperto da un drappo, e due sedie con borchie, sullo sfondo di una parete su cui è appesa una grande carta geografica: si tratta della descrizione della Frisia e dell'Olanda occidentale realmente esistita (disegnata nel 1620 da Balthasar Florisz. van Beckenrode e pubblicata da Willem Jansz. Blaeu qualche anno dopo), che compare anche nel Soldato con ragazza sorridente.
Sul tavolo la ragazza ha appoggiato un libro e la collana di perle, per dedicarsi interamente alla lettura. Temi simili si trovano in altri lavori di artisti dell'epoca (come nella Giovane contadina che riflette su una lettera di Gerard ter Borch nello stesso museo), senza tuttavia arrivare alle raffinatezze tecniche e psicologiche di Vermeer, che è stato capace di creare un equilibrio perfetto tra l'ambiente e la figura.
Gli accordi cromatici sono tutti giocati su un ristretto numero di colori, sui toni dell'azzurro, del giallo e dell'ocra: anche le ombre sulla parete hanno toni bluastri, che dimostrano l'accuratissimo studio ottico.